# Aulac
Aulac è una comunità rurale della Contea di Westmorland nella provincia del Nuovo Brunswick.
La città si trova a circa 2 chilometri di distanza dal fiume Missaguash e confina nella parte più a sud con i confini della Nuova Scozia. Aulac divenne strategicamente importante nel 1700, quando fu conquistata dai soldati francesi e poi ceduta pochi anni dopo agli inglesi.
Ad Aulac c'è il Fort Beauséjour un sito archeologico di importanza nazionale.
L'economia di Aulac si basa sulla presenza nel territorio di varie autostrade tra cui la "16" che collegano ad altre città (come Moncton) che hanno permesso la nascita di area di sosta per i mezzi pesanti, numerosi motel, piccoli negozietti e servizi di ristoro.